# Kolappalur
Kolappalur là một thị xã panchayat của quận Erode thuộc bang Tamil Nadu, Ấn Độ.

## Nhân khẩu
Theo điều tra dân số năm 2001 của Ấn Độ, Kolappalur có dân số 8717 người. Phái nam chiếm 50% tổng số dân và phái nữ chiếm 50%. Kolappalur có tỷ lệ 59% biết đọc biết viết, thấp hơn tỷ lệ trung bình toàn quốc là 59,5%: tỷ lệ cho phái nam là 68%, và tỷ lệ cho phái nữ là 50%. Tại Kolappalur, 10% dân số nhỏ hơn 6 tuổi.